# Discordance Axis
Discordance Axis est un groupe de grindcore américain, originaire d'East Brunswick, dans le New Jersey. Pendant son existence, le groupe restait loin des caméras et jouait rarement lors de concerts. Il est formé en 1991, et dissous dix ans plus tard en 2001.

## Biographie
Le groupe est formé en 1991, dans le New Jersey, et comprend initialement le chanteur Jon Chang, le guitariste Rob Marton, et le batteur Dave Witte, qui sera plus tard membre de nombreux autres groupes comme Atomsmasher, Human Remains, Black Army Jacket, et Burnt by the Sun. Discordance Axis publie son premier album studio, Ulterior, en 1995 au label Devour, suivi par Jouhou en 1997. Le groupe publie en parallèle notamment un split avec Melt-Banana, Def Master, Plutocracy, et Capitalist Casualties. La compilation Original Sound Version 1992-1995, publiée en 1998, comprend plusieurs chansons inédites, et Jouhou 2.0 comprend des chansons enregistrées après 1995. 
Leur troisième album studio, The Inalienable Dreamless, est publié en 2001 au label Hydrahead Records et est bien accueilli par la presse spécialisée dans le grindcore/noise,,,,,. Cette même année, le groupe se sépare.

## Membres

### Derniers membres
- Jon Chang - chant
- Steve Procopio - guitare
- Rob Marton - guitare
- Dave Witte - batterie (également membre de plusieurs autres groupes dont Burnt by the Sun, Hellnation, Municipal Waste, Black Army Jacket, il a également accompagné Melt-Banana en tournée)

### Anciens membres
- Rob Proctor (en remplacement de Dave Witte lors de la tournée au Japon en 1995) - batterie (également membre de Assück et Nasty Savage)
- Brann Dailor - batterie pour certains concerts (également membre de Mastodon, ex-Today is the Day)

## Discographie

### Albums studio
- 1995 : Ulterior
- 1998 : Jouhou
- 2001 : The Inalienable Dreamless

### Splits et EPs
- 1992 : split 7-inch EP avec Cosmic Hurse
- 1993 : split 7-inch EP avec Hellchild
- 1994 : split 7-inch EP avec Capitalist Casualties
- 1994 : split 7-inch EP avec Def Master
- 1995 : split 7-inch EP avec Melt-Banana
- 1995 : split 7-inch EP avec Plutocracy
- 2001 : split 7-inch EP avec Corrupted et 324

### Single et compilations
- 1997 : Necropolitan (single)
- 1998 : Perfect Collection. Original Sound Version 1992-1995 (compilation)
- 2000 : The Inalienable Dreamless Perfect Version Box Set (compilation)
- 2005 : Our Last Day (compilation)

### Clips et DVD
- 1997 : 7.62mm (vidéo auto-produite)
- 2002 : Pikadourei (DVD)
- 2003 : Pikadourei (album live)